# Podbrzezie (rejon jezioroski)
Podbrzezie (lit. Paberžė) – wieś na Litwie, w okręgu uciańskim, w rejonie jezioroskim, w starostwie Turmont.

## Historia
W dwudziestoleciu międzywojennym ówczesny zaścianek leżał w Polsce, w województwie nowogródzkim (od 1926 w województwie wileńskim), w powiecie brasławskim, w gminie Dryświaty a następnie w gminie Smołwy.
Według Powszechnego Spisu Ludności z 1921 roku zamieszkiwało tu 8 osób, wszystkie były wyznania rzymskokatolickiego i zadeklarowały polską przynależność narodową. Były tu 4 budynki mieszkalne. W 1931 zamieszkiwało tu 13 osób w 2 budynkach.
Wierni należeli do parafii rzymskokatolickiej w Tylży. Miejscowość podlegała pod Sąd Grodzki w Turmoncie  i Okręgowy w Wilnie; właściwy urząd pocztowy mieścił się w m. Turmoncie.